# Highway Companion
Highway Companion är Tom Pettys tredje soloalbum, utgivet 2006. Det blev som bäst fyra på Billboard 200.
Petty samarbetade på albumet återigen med Jeff Lynne, som tidigare producerat albumen Full Moon Fever (1989) och Into the Great Wide Open (1991).

## Låtlista
Samtliga låtar skrivna av Tom Petty.
1. "Saving Grace" – 3:48
2. "Square One" – 3:26
3. "Flirting With Time" – 3:16
4. "Down South" – 3:27
5. "Jack" – 2:29
6. "Turn This Car Around" – 3:59
7. "Big Weekend" – 3:16
8. "Night Driver" – 4:28
9. "Damaged by Love" – 3:23
10. "This Old Town" – 4:17
11. "Ankle Deep" – 3:24
12. "The Golden Rose" – 4:43